# Sheila Ocasio
Sheila Ocasio (ur. 17 listopada 1982 w Bayamón) – portorykańska siatkarka grająca na pozycji środkowej. Obecnie występuje w drużynie Valencianas de Juncos.
Włada dwoma językami: hiszpańskim i angielskim.
Jej siostrą jest Karina Ocasio, również portorykańska siatkarka i reprezentantka kraju.